# 아급성 연합성 척수변성증
아급성 연합성 척수변성증(亞急性連合性脊髓變性症, subacute combined degeneration of spinal cord, SACD)은 리히트하임 질병이라고도 하며, 비타민 B12 결핍증(가장 흔한 형태), 비타민 E 결핍증, 구리 결핍증의 결과로 인해 나타나는 척수 측주 및 후주를 가리킨다. 보통 악성빈혈과 관련되어 있다.

## 치료
SACD가 B12 결핍에 의해 발병한 경우 비타민 B12 치료법을 사용하면 신경퇴화의 기간과 정도에 따라 부분적으로나 완전한 치료가 가능하다.